# Église Sainte-Marie-du-Rosaire de Venise
L'église Sainte-Marie-du-Rosaire, communément appelée église des Jésuates (chiesa dei Gesuati en italien) est un édifice religieux catholique de la ville de Venise (Italie), situé dans le sestiere de Dorsoduro, contrada San Trovaso.

## Situation
L’église est sise en bordure du canal de la Giudecca, la façade exposée au sud donne sur la Fondamenta Zattere ai Gesuati. La face Ouest et l’abside au nord, sont englobés dans le complexe de l’ancien couvent. La Face Est donne sur le Rio Terà dei Gesuati.

## Historique
Les Jésuates du Bienheureux Jean Colombini érigèrent en 1423, là où ils avaient élus domicile depuis 1392, un couvent et une chapelle dédiée à saint Jérôme Emilien.
En 1493, ils la transformèrent en une immense église, consacrée en 1524, sous le titre de Visitation de la Vierge Marie.
Le nom Gesuati vient de l'ordre des Jésuates, aboli en 1668.
Les dominicains observants leur succédèrent et érigèrent en 1726 une nouvelle église dédiée à Sainte-Marie du Rosaire près de l'ancienne et terminée en 1743, de même que le couvent.
L'ancienne église leur servit de commodité et ne fut rouverte qu'après leur suppression en 1810. L'église est alors devenue paroisse. C'est à ce couvent qu' Apostolo Zeno a légué sa richissime bibliothèque.
 
L'église est le siège principal de la paroisse du même nom, qui va de la Punta della Dogana à San Trovaso.
Dans le voisinage immédiat et relevant de l'églises paroissiale des Gesuati on trouve les églises de Sant'Agnese et de Santa Maria della Visitazione, qui géraient leurs églises et couvent de façon autonomes.

## Description

### Extérieur
Le bâtiment actuel a été construit durant la période de 1724 à 1736 pour le compte des frères dominicains, avec l'aide financière de l'ensemble de la ville, et des confréries. L'architecte de l'église est Giorgio Massari. A l'exterieur la contrition est fortement inspiré par Palladio. Les statues allégoriques des quatre vertus cardinales qui ornent la façade ont été faites autour de 1737 et représentent: La Prudence par Gaetano Fusali, La Justice par Francesco Bonazza, le courage par Giuseppe Torretti et la tempérance par Alvise Tagliapietra.

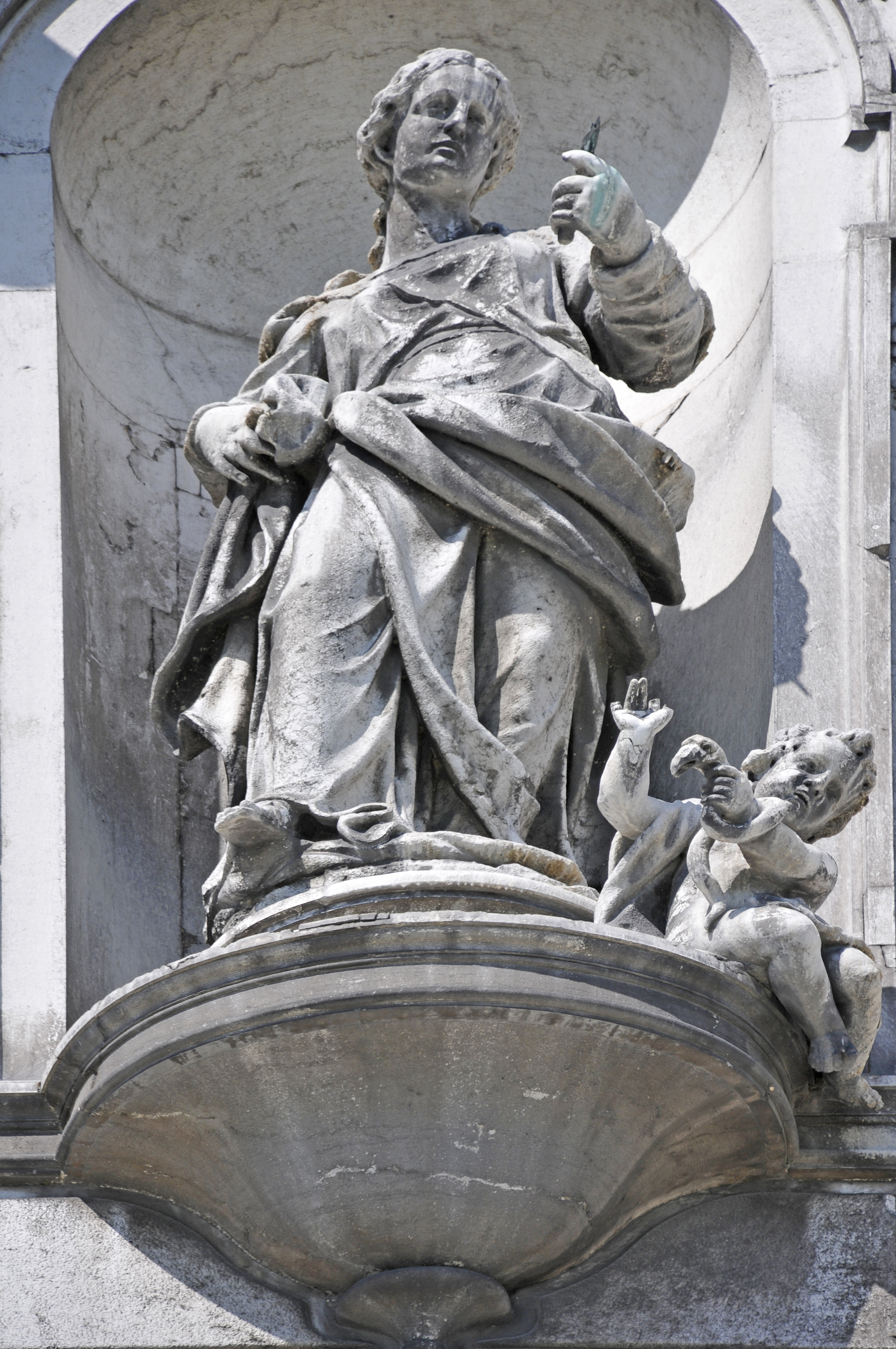
La Prudence (base gauche).
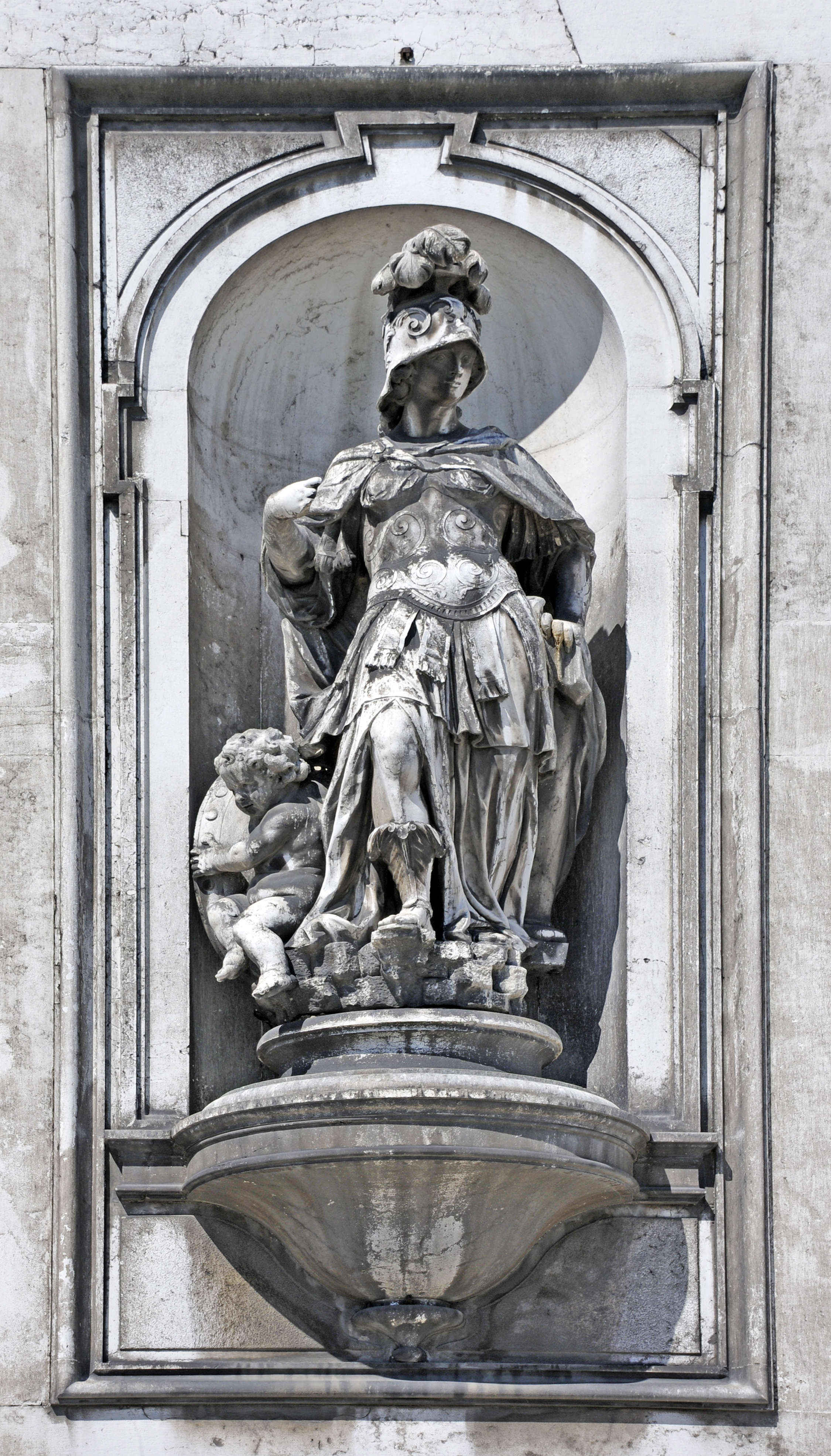
La Justice (haut gauche).
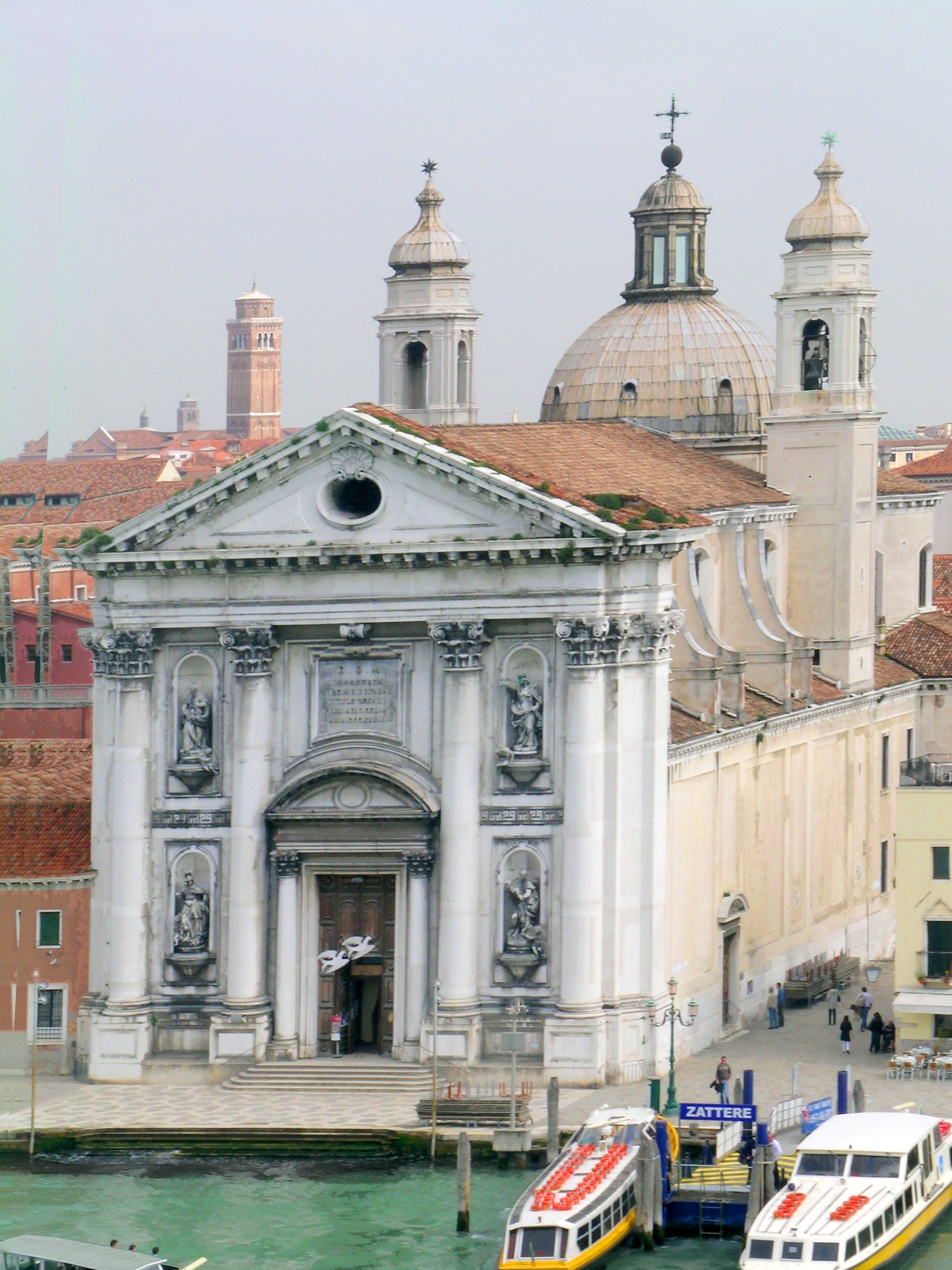
Façade sur le canal de la Giudecca.
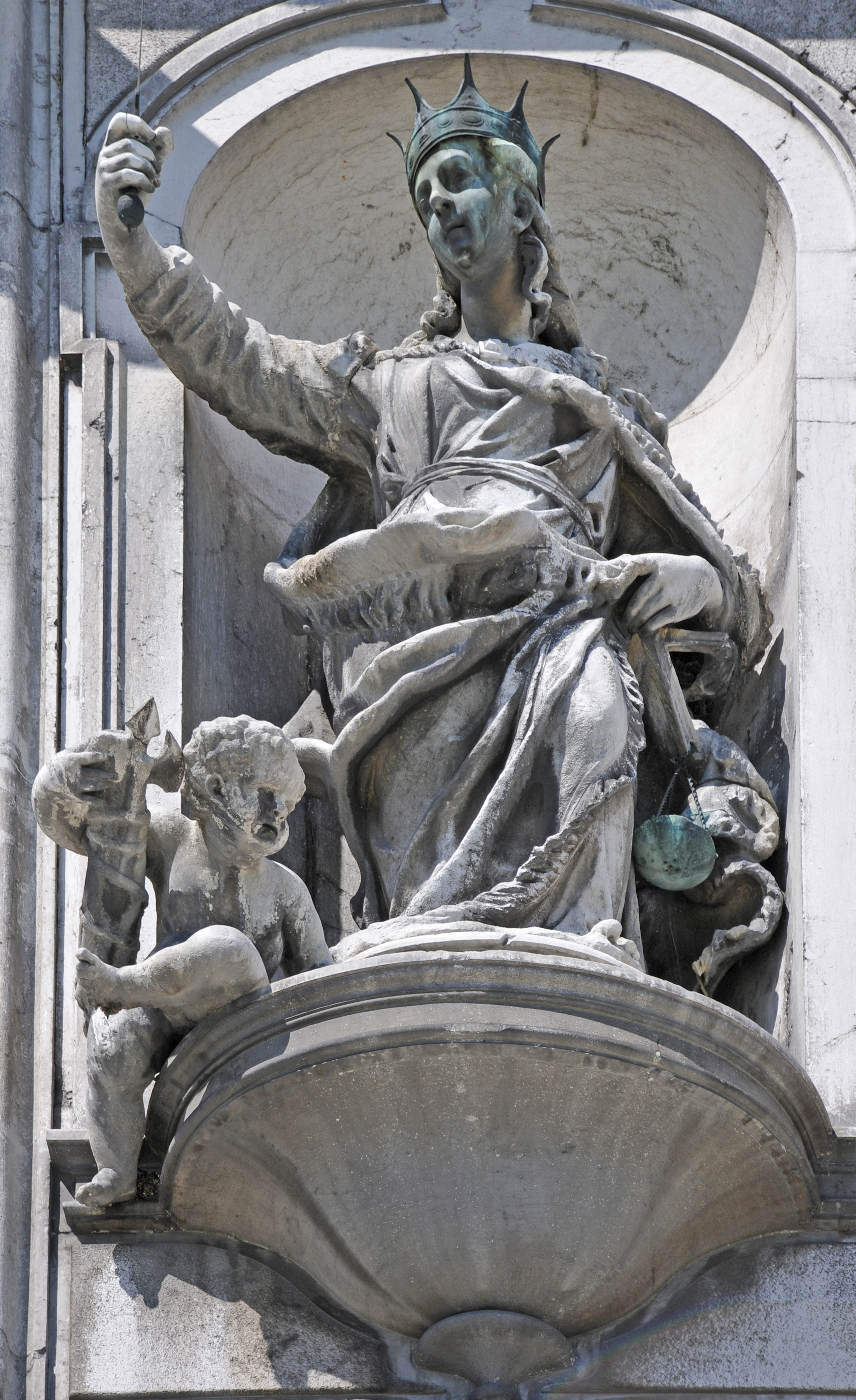
Le Courage (base droite).
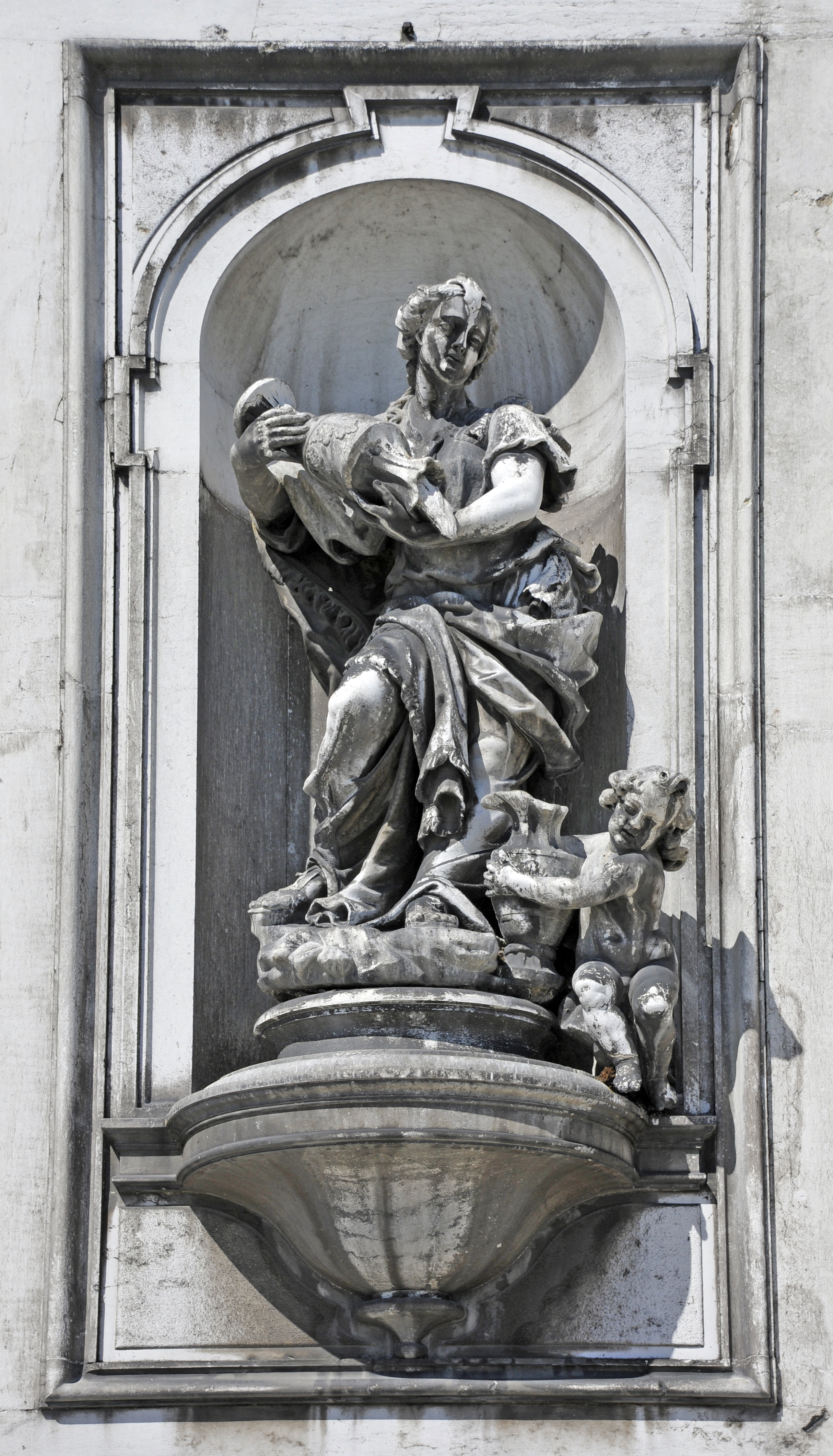
La Tempérance (Haut droit).

### Intérieur
À l'intérieur la nef unique est décorée dans le style "baroque vénitien". L'abside, très lumineuse, montre des statues et des bas-reliefs de Giovanni Maria Morlaiter (it).
Les fresques du plafond
Elles représentent le cycle de Notre-Dame du Rosaire, à qui l'église est dédiée; elles ont été faites par Giovan Battista Tiepolo, assisté par son élève Francesco Zugno. De part et d'autre de L’intuition du saint Rosaire deux fresques : La Gloire de saint Dominique et La Vierge apparaît à saint Dominique.

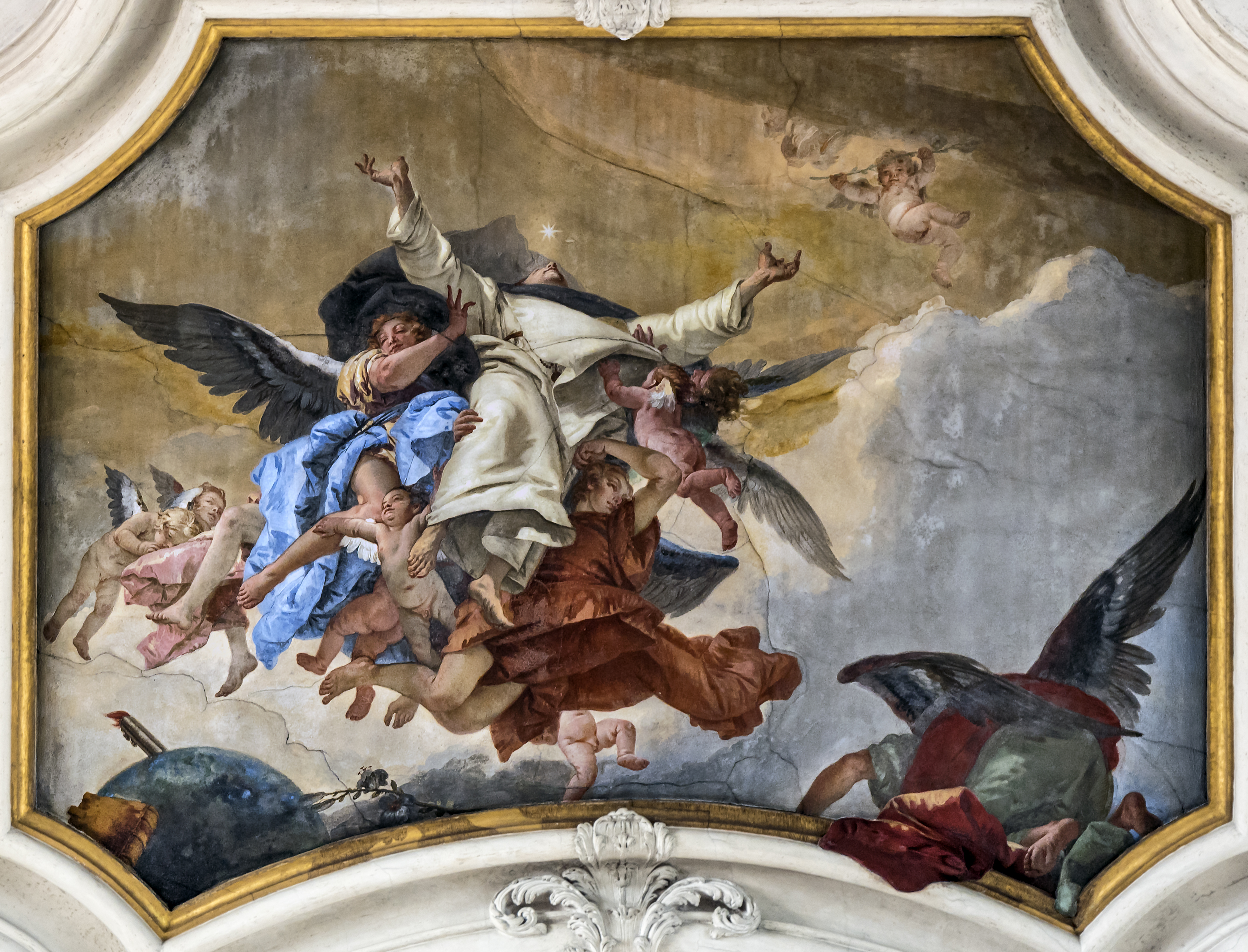
La Gloire de saint Dominique.
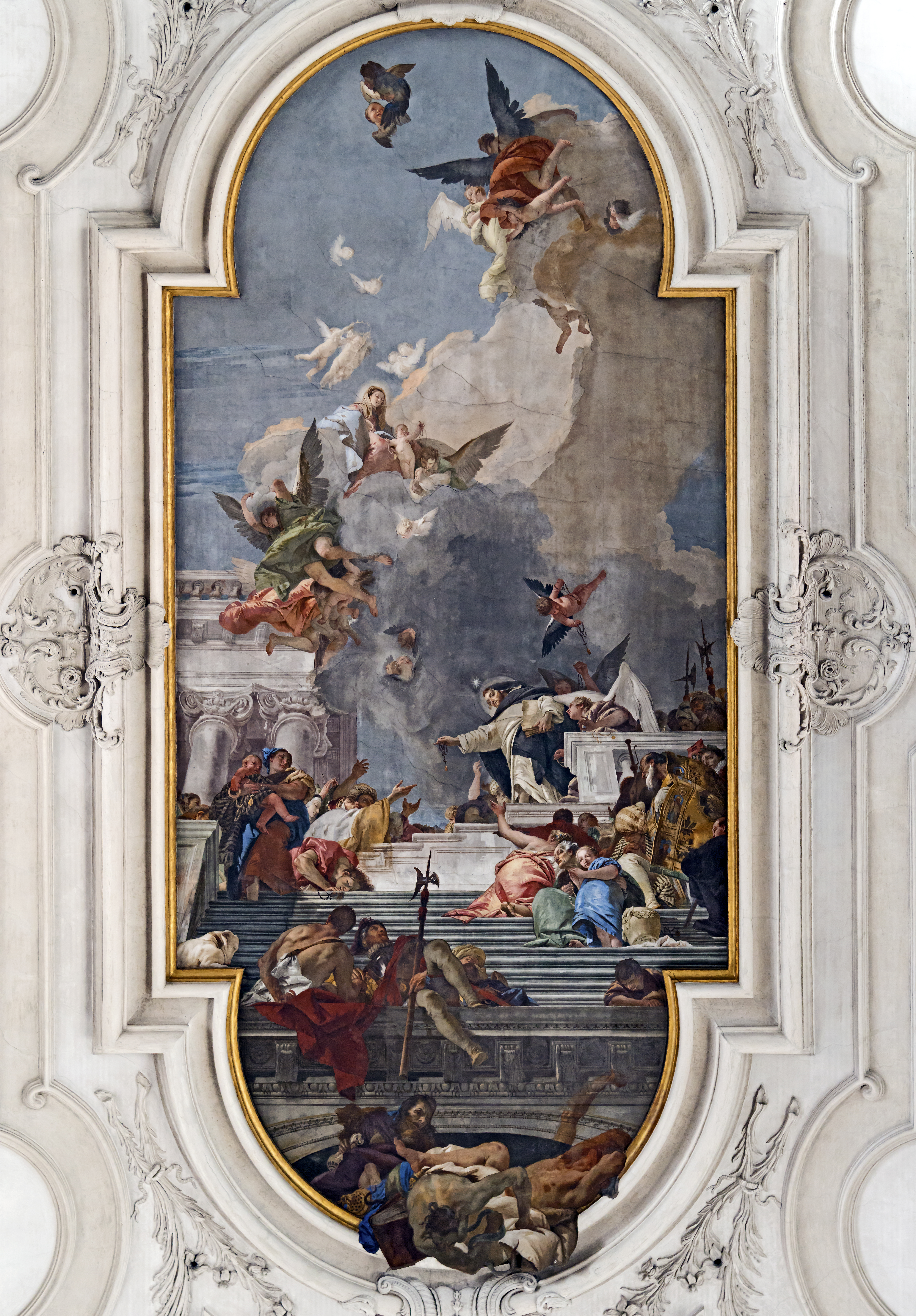
L'institution du Saint Rosaire par Tiepolo.
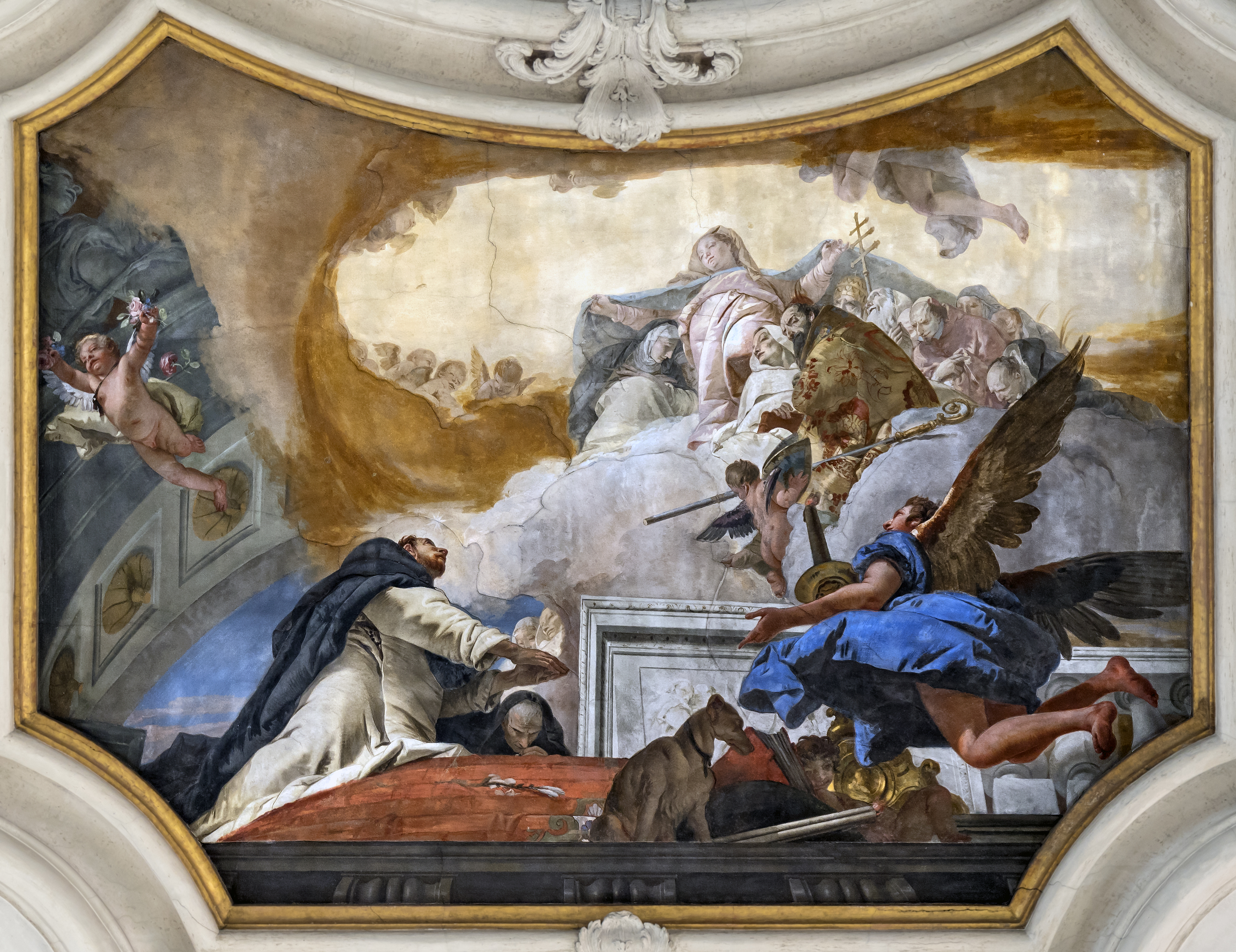
La Vierge apparaît à saint Dominique.

Premier autel de droite
Retable du  premier autel de droite : une huile sur toile de Tiepolo. Bien que la toile ait été terminée en décembre 1739, le tableau ne fut installé qu’en 1748.
Il montre trois saintes dominicaines:
- Ste Catherine de Sienne debout à gauche, tenant une croix avec le Christ crucifié.
- Ste Rose de Lima, debout à droite, tenant l'enfant Jésus, qui tient une rose.
- Ste Agnès de Montepulciano (qui avait seulement été canonisée en 1726), assise et tenant une petite croix.

Assise derrière et au-dessus des trois saintes est la Madone, semblant détachée de et inaperçu par elles.
Troisième autel de droite
Au-dessus du troisième autel une huile par Giovanni Battista Piazzetta représentant trois saints dominicains, choisi parmi les missionnaires de leur Ordre. Ce tableau est remarquable pour sa tonalité sobre.
En noir au premier plan Saint-Louis Bertrand, un saint espagnol qui est allé en tant que missionnaire aux Caraïbes, où un prêtre indigène a dit avoir tenté de l'empoisonner (symbolisé par le serpent dans le calice qu'il tient).
Au-dessus de lui, en blanc, Saint-Vincent Ferrier.
Le troisième est Hyacinthe de Cracovie, qui est allé en tant que missionnaire à l'Est. Il tient ses attributs : un ostensoir et une image de la Vierge à l'enfant, qu'il avait avec lui dans la traversée de la Dniester et qu'ils l'ont miraculeusement sauvé.
Premier autel de gauche
Sur le côté gauche de la nef, le retable au-dessus du premier autel est une huile de Sebastiano Ricci, la célébration de trois des plus célèbres Dominicains:  le pape Pie V, Thomas d'Aquin et saint Pierre de Vérone. Au-dessus d'eux sont trois anges, l'un portant une palme.
C'est la première œuvre commandée spécialement pour le nouveau bâtiment et en même temps l'une des dernières œuvres de l'artiste, décédé en 1734. Elle a été peinte de 1732 à 1733.
Pie V (qui avait été canonisé en 1712) était un adversaire résolu du protestantisme. Ce lui qui, en 1570, incitait les sujets anglais de la reine Elizabeth I a ne pas lui faire allégeance et de rester dans a foi catholique romaine . Ricci lui donne un air de bienveillance, mais il était en fait un ennemi intransigeant de ceux qui sont opposés à son église.
Il a considérablement vénéré Thomas d'Aquin (1226 à 1274), (sur la gauche du tableau), et avait fait de lui un docteur de l'Église. Il est identifié par le Soleil sur son sein et par le livre, sa "Somme théologique", qu'il porte dans sa main droite.
St Pierre Martyr, (Côté droit de l'œuvre), était un dominicaine intransigeante dont le zèle avait conduit à son assassinat en 1252. Il est le plus souvent représenté avec le couperet, avec laquelle il a été tué, planté sur sa tête. Ricci, plus élégant, le montre gisant sur le sol devant lui.

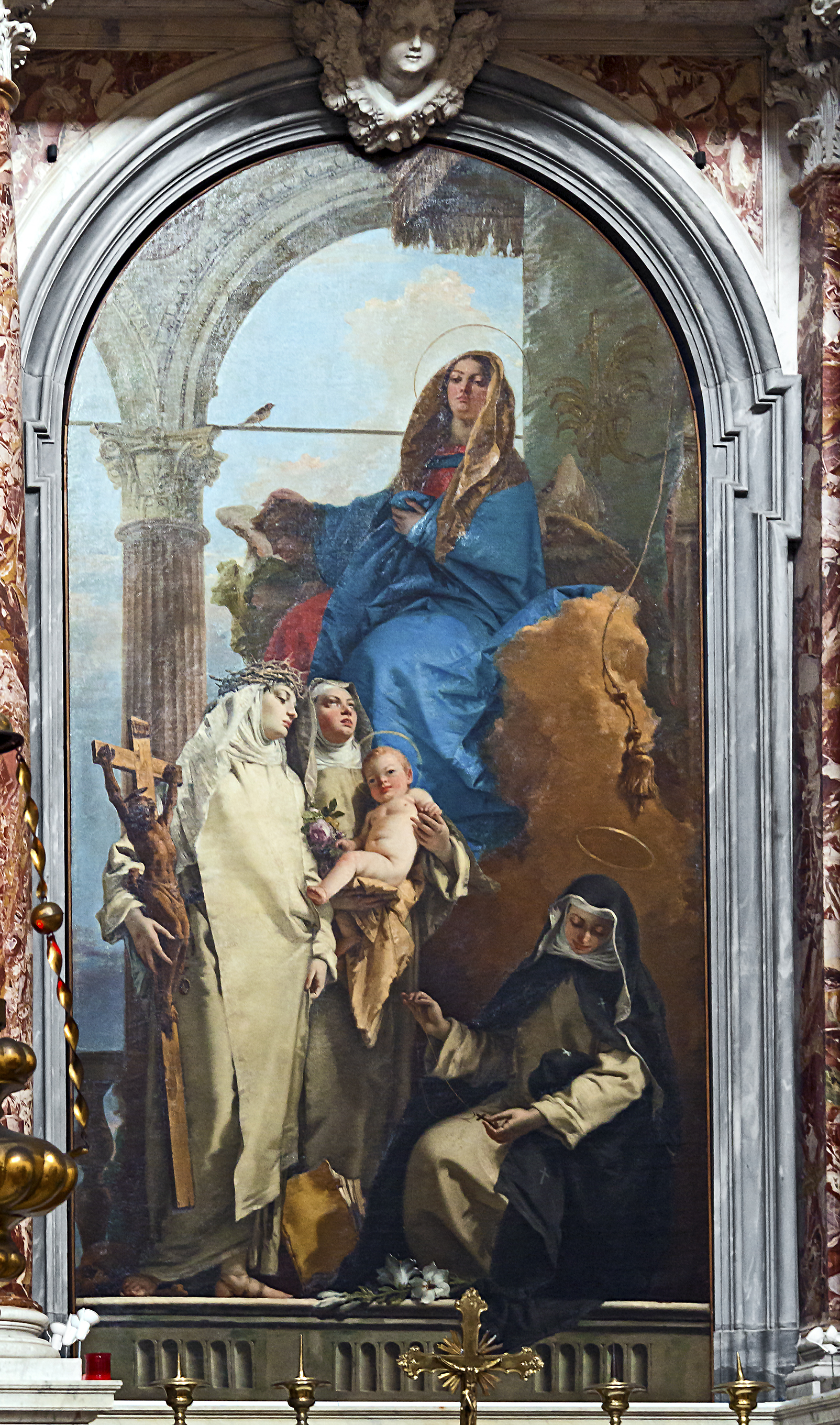
La Vierge et les saintes dominicaines par Tiepolo.
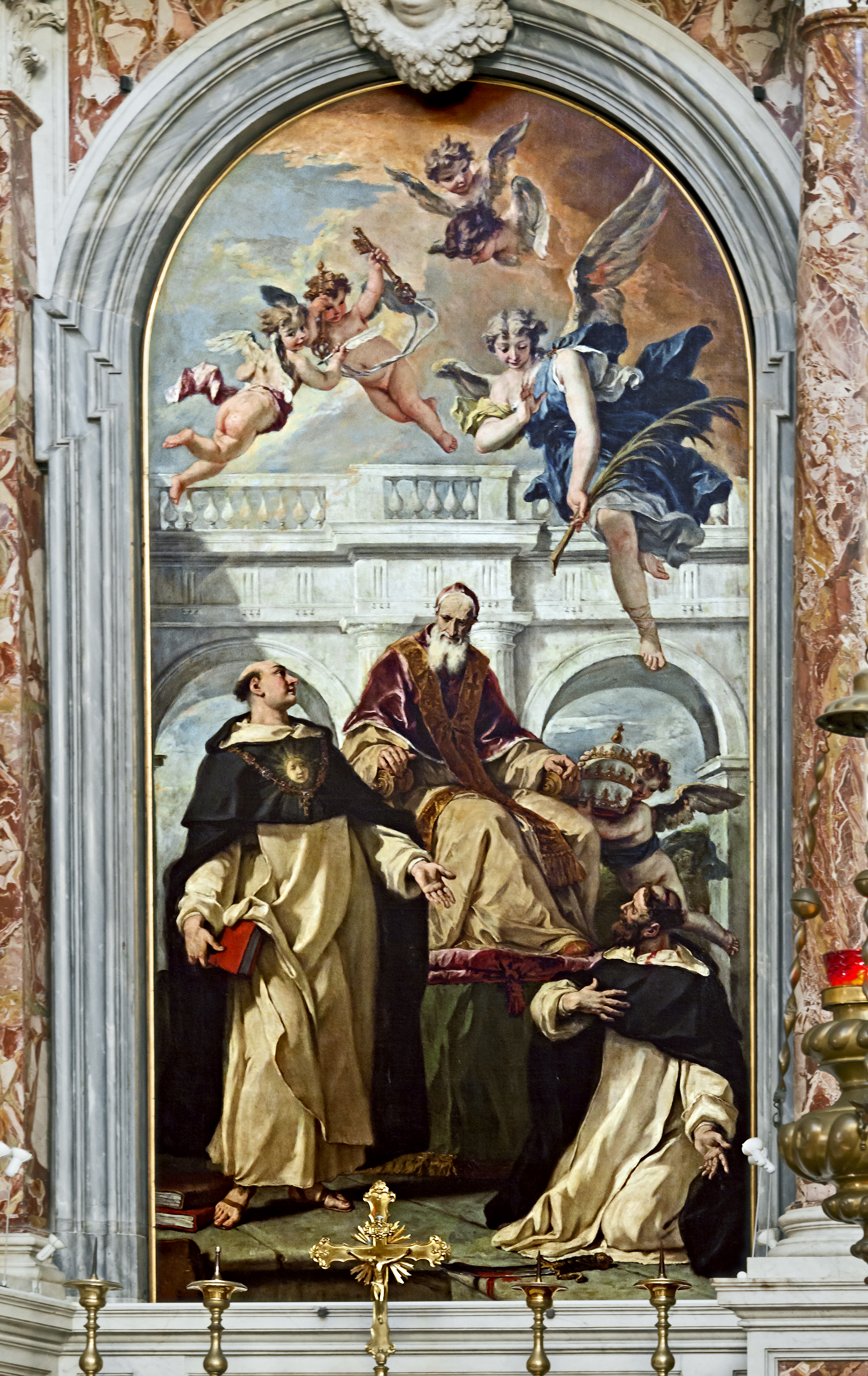
Le pape Pie V et trois saints Dominicains, Sebastiano Ricci.
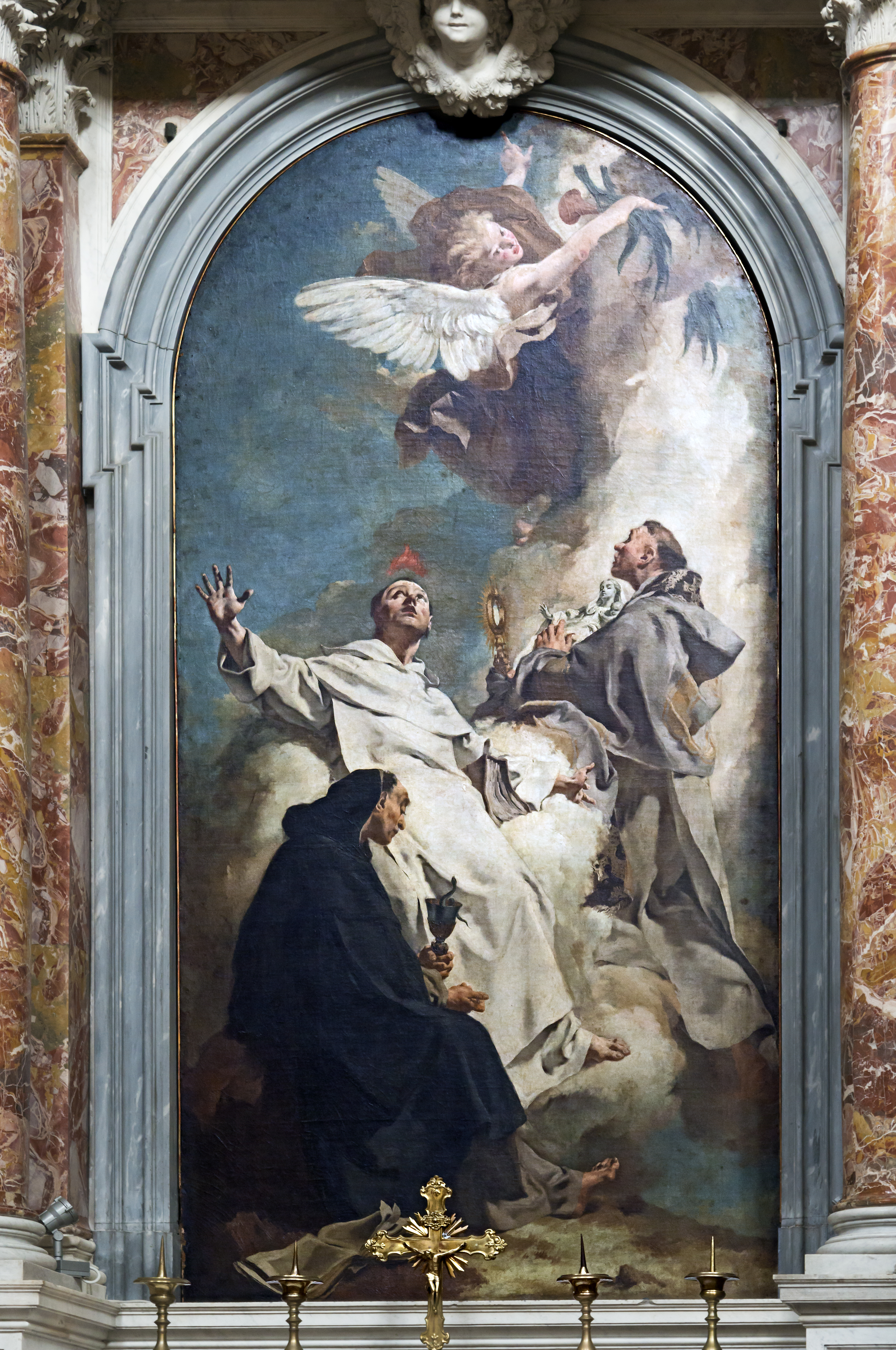
Saint Louis Bertrand, saint Vincent Ferrier et saint Hyacinthe par Piazzetta.
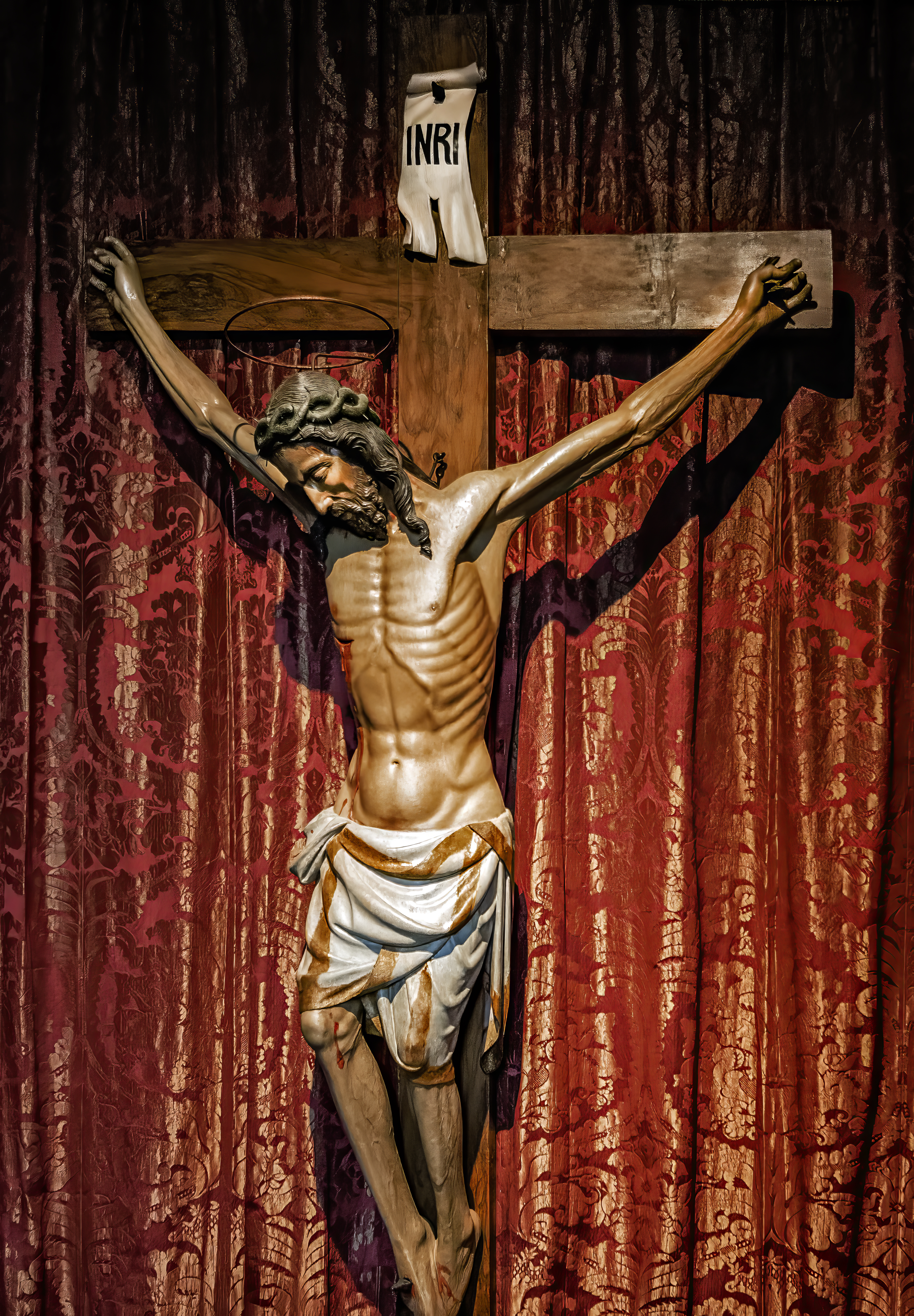
Crucifix en bois polychrome du XVe siècle

### Articles liés
- Liste des églises de Venise
- Canal de la Giudecca